# Lũng Thầu
Lũng Thầu là một xã thuộc huyện Đồng Văn, tỉnh Hà Giang, Việt Nam.

## Địa lý
Xã Lũng Thầu cách trung tâm huyện 38 km, có vị trí địa lý:
- Phía đông giáp xã Vần Chải
- Phía tây giáp xã Sủng Thài
- Phía nam giáp huyện Yên Minh
- Phía bắc giáp xã Phố Cáo.

Xã Lũng Thầu có diện tích 14,90 km², dân số năm 2019 là 2.265 người, mật độ dân cư đạt 152 người/km².

## Hành chính
Xã Lũng Thầu được chia thành 6 thôn: Cá Lủng, Há Đề, Mỏ Xí, Tủng A, Tủng B, Trá Dính.

## Lịch sử
Ngày 5 tháng 7 năm 1961, Hội đồng Chính phủ ban hành Quyết định số 91-CP về việc thành lập xã Lũng Thầu trên cơ sở một phần diện tích và dân số của xã Vần Chải.